# ورا کودودر
ورا کودودر (انگلیسی: Vera Koedooder؛ زادهٔ ۳۱ اکتبر ۱۹۸۳) دوچرخه‌سوار اهل پادشاهی هلند است.